# Хасковско македонско благотворително братство
Хасковското македонско благотворително братство „Освобождение“ е организация на бежанците от областта Македония, установили се в Хасково, България.

## История
На Първия македонски конгрес, провел се в София на 19 – 28 март 1895 година, е основана Македонската организация, която бързо започва да образува клонове в цялата страна. Хасковското дружество е основано на 18 юни 1895 година на събрание, на което са свикани „граждани без разлика на партии, за да обсъдят някои жизнени въпроси, отнасящи се до въстанието в Македония“. Избран е комитет с председател хаджи Васил Хаджитодоров, който си поставя за цел събирането на помощи за македонските българи. Дейността на дружеството обаче постепенно замира, за да се съживи през 1899 година, когато начело на Македонската организация застава Борис Сарафов. Дружеството е възстановено на 8 септември 1899 година, като е избрана временна комисия, в която влизат свещеник Кърчовски, Апостол Урумов и Д. Пенев. Малко по-късно е конституирано постоянно ръководство, начело с отец Кърчовски. Дружеството участва активно в дейността на Организацията. На Седмия конгрес от 30 юли до 5 август 1900 година делегат на Хасковското македоно-одринско дружество е Иван Тодоров, а на Осмия конгрес от 4 до 7 април 1901 година делегати са Захариев и Димитър Астарджиев. В 1900 година Хасковското македоно-одринско дружество се оглавява от Иван Тодоров, а в 1901 година – от В. Милев. Дружеството наброява 100 членове. То разпространява вестнник „Реформи“ и вестник „Македония“, събира и изпраща чрез Върховния македоно-одрински комитет помощи за поробените българи, продава облигации. Дейците му учредяват комитети в селищата в Хасковско. В 1902 година в Хасково е свикан огромен митинг в протест срещу ръкополагането на сърбина Фирмилиан за патриаршески митрополит в Скопие. Митингът приема протестна резолюция до българското правителство, с която се иска то да вземе енергични мерки за запазване на независимостта на българската църква в Македония.
След 1902 година дружеството прекратява своята дейност със забраната на Македоно-одринската организация от българското правителство през януари 1903 година.
След Първата световна война дружеството е възстановено като благотворително братство, част от Съюза на македонските емигрантски организации под името „Освобождение“.